# موش کانگورویی تیره
موش کانگورویی تیره (نام علمی: Microdipodops megacephalus) نام یک گونه از سرده موش کانگورویی است.